# 807th Medical Command
Lo 807th Medical Command è un comando  della United States Army Reserve Command responsabile del supporto al dislocamento dei reparti medici e degli ospedali da campo. Il suo quartier generale è situato presso Salt Lake City, Utah.

## Missione
Lo 807th Medical Command (Deployment Support) è un comando medico di teatro, operativamente pronto a svolgere molteplici missioni mediche in un ambiente globale complesso. Come il più grande comando medico della Army Reserve, il comando ha cinque brigate mediche e 142 unità mediche di campo dispiegabili dall'Ohio alla California.
Mentre è allineato per supportare lo U.S. Southern Command , il comando fornisce anche competenze mediche specializzate per missioni presso lo U.S. European Command, lo U.S. Indo-Pacific Command, lo U.S. Africa Command, lo U.S. Central Command e lo U.S. Northern Command. Il comando ha costantemente elementi di circa 10 unità e 300 soldati dispiegati in operazioni in tutto il mondo.

## Organizzazione
- 2nd Medical Brigade - Dublin, California
  - 352nd Combat Support Hospital
  - 396th Combat Support Hospital
  - 145th Multifunctional Medical Battalion - Garden Grove, California
- 139th Medical Brigade - Independence, Missouri
  - 388th Multifunctional Medical Battalion
  - 325th Combat Support Hospital
  - 349th Combat Support Hospital
  - 328th Combat Support Hospital
- 176th Medical Brigade - Seagoville, Texas
  - 94th Combat Support Hospital
  - 228th Combat Support Hospital
  - 341st Multifunctional Medical Battalion
- 307th Medical Brigade - Columbus, Ohio
  - 256th Combat Support Hospital
  - 801st Combat Support Hospital
  -  409th Medical Company (Area Support)
- 330th Medical Brigade - Fort Sheridan, Illinois
  - 452nd Combat Support Hospital
  - 328th Combat Support Hospital
  - 172nd Multifunctional Medical Battalion